# Ivanjica
Ivanjica (in serbo Ивањица?) è una città e un comune del distretto di Moravica nella parte centro-occidentale della Serbia centrale.

## Sport
Il FK Habit Pharm Javor Ivanjica, è il massimo club calcistico cittadino, che milita nella massima divisione serba.